# Haut-Uele
Pour les articles homonymes, voir Uele.
Le Haut-Uele est une province du nord-est de la république démocratique du Congo, dont le chef-lieu est Isiro. Elle est instaurée en 2015 par démembrement de la Province orientale. Le Parc national de la Garamba se situe dans la province du Haut-Uele, dans les territoires administratifs de Dungu et de Faradje.

## Géographie
Située au nord-est du pays sur la rivière Uele, elle est limitrophe de trois provinces rd-congolaises et de trois États sud-soudanais.
| Gbudwe   | Maridi    | Yei River |
| Bas-Uele | Haut-Uele | Ituri     |
| Tshopo   | Ituri     |           |

## Subdivisions
La province a une seule ville. Elle est sudivisée en six territoires :
| CD53     | Province du Haut-Uele  | Province du Haut-Uele | Province du Haut-Uele | Province du Haut-Uele |
| Code INS | Subdivision            | Chef-lieu             | Superficie (km²)      | Population            |
| -------- | ---------------------- | --------------------- | --------------------- | --------------------- |
|          | Ville d'Isiro          | Isiro                 | 89683                 | 2528169               |
| 5041     | Territoire de Rungu    | Rungu                 | 9 406                 |                       |
| 5042     | Territoire de Niangara | Niangara              | 9 369                 |                       |
| 5043     | Territoire de Dungu    | Dungu                 | 32 446                | 347 480               |
| 5044     | Territoire de Faradje  | Faradje               | 12 702                |                       |
| 5045     | Territoire de Watsa    | Watsa                 | 16 463                |                       |
| 5046     | Territoire de Wamba    | Wamba                 | 9 838                 |                       |